# کیدریک سلاتی
کیدریک سِـلاتی (انگلیسی: Keidrich Sellati) بازیگر اهل ایالات متحده آمریکا است. وی از سال ۲۰۱۳ میلادی تاکنون مشغول فعالیت بوده‌است.
از فیلم‌ها یا برنامه‌های تلویزیونی که وی در آن نقش داشته‌است می‌توان به آمریکایی‌ها و دشمن درون اشاره کرد.